# جوزيف شن بن
جوزيف شن بن (بالصينية: 沈斌) هو كاهن كاثوليكي صيني، ولد في 1970.